# Nowaki (1940)
Nowaki (jap. 野分, のわき, ノワキ) – niszczyciel japońskiej Cesarskiej Marynarki Wojennej typu Kagerō z okresu II wojny światowej. Brał udział w działaniach od początku wojny na Pacyfiku, zatopiony 25/26 października 1944 roku podczas bitwy o Leyte.

## Budowa
„Nowaki” był piętnastym okrętem z serii japońskich niszczycieli typu Kagerō. Były to duże niszczyciele, przystosowane do działań oceanicznych, o wyporności pełnej około 2600 ton, silnie uzbrojone w sześć dział kalibru 127 mm w dwudziałowych wieżach oraz osiem wyrzutni bardzo skutecznych torped kalibru 610 mm (Długa Lanca), z ośmioma dalszymi torpedami zapasowymi.
„Nowaki” był ostatnim okrętem z pierwszej grupy typu Kagerō, zamówionej w ramach programu finansowego z 1937 roku. Przydzielono mu numer budowy 31. Stępkę pod budowę okrętu położono 8 listopada 1939 roku w Stoczni Marynarki w Maizuru, kadłub wodowano 17 września 1940 roku, a okręt oddano do służby 28 kwietnia 1941 roku (warto zauważyć, że budowę rozpoczęto i zakończono później, niż budowanego w tej samej stoczni zamówionego później niszczyciela „Arashi”).

## Służba
Po wejściu do służby „Nowaki” został przydzielony do 4. Dywizjonu 4. Eskadry Niszczycieli 2. Floty – wraz z „Arashi”, „Hagikaze” i „Maikaze”. Pierwszym i najdłużej służącym na nim dowódcą był kmdr por. Magatarō Koga (do 10 kwietnia 1943 roku).

### Działania pierwszego etapu wojny, lata 1941–1942
Przed wybuchem II wojny światowej na Pacyfiku, okręt przypłynął 2 grudnia 1941 roku do Mako na Peskadorach. W pierwszym etapie wojny, „Nowaki” ze swoim dywizjonem eskortował okręty sił głównych Zespołu Południowego wiceadmirała Nobutake Kondō, osłaniającego inwazję na Malaje, Filipiny, a następnie Holenderskie Indie Wschodnie. Od 4 grudnia operował wraz z flotą z Mako, eskortując też konwoje inwazyjne na Malaje, następnie od 18 stycznia 1942 roku operował z Palau i od 21 lutego z zatoki Staring na Celebesie.
Od końca lutego „Nowaki” wziął w operacji zespołu wiceadm. Kondō przeciw jednostkom alianckim ewakuującym się z Jawy, na południe od wyspy, wraz z bliźniaczym niszczycielem „Arashi” i krążownikami ciężkimi „Atago”, „Maya” i „Takao”. 1 marca „Nowaki” wraz z „Arashi” zatopił holenderski motorowiec „Toradja” (981 BRT) oraz brytyjski trałowiec pomocniczy „Scott Harley”. 2 marca wraz z „Arashi” i krążownikiem „Maya” zatopił stary brytyjski niszczyciel HMS „Stronghold” (wystrzeliwując przy tym 345 pocisków 127 mm). 3 marca oba niszczyciele zatopiły amerykańską kanonierkę USS „Asheville”. 4 marca zespół japoński zatopił australijski slup (eskortowiec) HMAS „Yarra”, brytyjski tankowiec „Francol” (4900 BRT) i okręt-bazę HMS „Anking”. Po zakończeniu operacji, „Nowaki” eskortował flagowy krążownik wiceadm. Kondō „Atago” w rejsie wokół zdobytych terytoriów, a następnie do Yokosuki w Japonii, gdzie niszczyciel pod koniec kwietnia był dokowany.
Następnie, 4-5 czerwca 1942 roku „Nowaki” brał udział w osłonie lotniskowców wiceadmirała Nagumo podczas powietrzno-morskiej bitwy pod Midway. Wraz z „Arashi” ratował rozbitków z tonącego lotniskowca „Akagi”, po czym dobił go torpedami. Od 9 czerwca do 12 lipca działał na północnym obszarze operacyjnym, eskortując tam lotniskowiec „Zuihō” i patrolując na południowy wschód od Aleutów.

### Rejon Wysp Salomona, lata 1942−1943

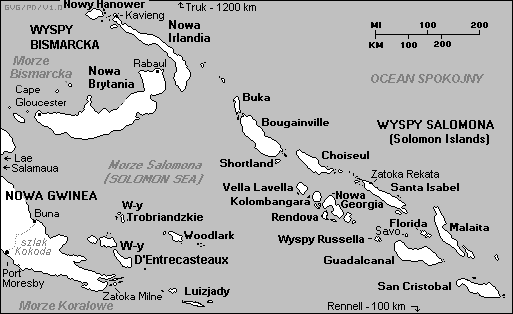
Rejon działań 1942−1943 (baza Truk leży poza mapą, ok. 1300 km na północ od Rabaulu)

14 lipca 1942 r. 4. Dywizjon Niszczycieli został włączony w skład 10. Eskadry Niszczycieli 3. Floty. 16 sierpnia „Nowaki” został skierowany z Kure do bazy Truk w celu działań w archipelagu Wysp Salomona, gdzie toczyły się intensywne walki o Guadalcanal. 24 sierpnia eskortował siły straży przedniej wiceadmirała Hiroaki Abe podczas powietrzno-morskiej bitwy koło wschodnich Salomonów. We wrześniu patrolował w rejonie Truk.
3 października „Nowaki” eskortował transportowiec wodnosamolotów „Nisshin” transportujący żołnierzy na Guadalcanal, a 6 października brał udział w ponownym nocnym rejsie na Guadalcanal, transportując wojsko na pokładzie (rejsy takie były przez Amerykanów potocznie nazywane Tokyo Express). W kolejnym rejsie na Guadalcanal 9 października „Nowaki” został lekko uszkodzony bliskimi wybuchami bomb, na skutek ataków lotnictwa z wyspy (11 zabitych). Podczas powietrzno-morskiej bitwy koło wysp Santa Cruz 26 października 1942 roku, eskortował zespół zaopatrzeniowy floty. W listopadzie eskortował lotniskowiec „Shōkaku” z Truk do Kure.
3 grudnia 1942 roku „Nowaki” uczestniczył w misji transportu zaopatrzenia z wyspy Shortland na Guadalcanal (zrzucanego przy brzegu z niszczycieli w beczkach). 7 grudnia uczestniczył w ponownym rejsie zaopatrzeniowym, który jednak został przerwany z powodu ataku kutrów torpedowych. Na skutek następujących ataków lotnictwa, „Nowaki” został uszkodzony bliskimi wybuchami bomb i unieruchomiony (17 zabitych, zalana maszynownia), po czym został odholowany przez niszczyciel „Naganami” na Shortland, a następnie przez „Maikaze” do Truk (pod eskortą „Arashi”). Po prowizorycznych naprawach w Truk, w dniach 16-24 lutego 1943 roku „Nowaki” eskortował konwój przez Saipan do Yokosuka w Japonii, gdzie pozostał na remont.
5 sierpnia 1943 roku „Nowaki” ponownie został skierowany do Truk. W kolejnych miesiącach głównie eskortował lotniskowce lub konwoje pomiędzy Truk, Yokosuką, Szanghajem i Rabaulem. W szczególności 20-30 października eskortował konwój z wojskiem z Szanghaju do Truk i 22 października wraz z niszczycielem „Maikaze” uratował ok. 1000 ludzi ze storpedowanego transportowca „Awata Maru”. 11-16 grudnia eskortował pancerniki „Kongō” i „Haruna” z Truk do Sasebo, gdzie został skierowany do remontu. Prawdopodobnie wówczas wieża dział nr 2 (na rufie) została zdemontowana i zastąpiona przez dwa potrójne stanowiska działek przeciwlotniczych 25 mm. Na przełomie 1943 i 1944 roku na niszczycielach tego typu zamieniono też dwa dotychczasowe podwójnie sprzężone działka 25 mm na śródokręciu na potrójnie sprzężone oraz dodano jedno podwójne stanowisko przed mostkiem.

### Działania końcowego etapu wojny, 1944
W dniach 4-9 stycznia 1944 roku „Nowaki” powrócił na południowy obszar działań, eskortując krążownik „Atago” z Yokosuki do Truk. W dniach 24-25 stycznia brał udział w rejsie transportowym żołnierzy z Rabaulu na Lorengau (wyspa Manus). W pierwszej połowie lutego eskortował konwoje między Truk a Rabaulem. Podczas ewakuacji bazy Truk przed amerykańskim atakiem 17 lutego 1944 roku, eskortował z niszczycielem „Maikaze” krążownik szkolny „Katori” i krążownik pomocniczy (transportowiec) „Akagi Maru” w kierunku Yokosuki, lecz okręty grupy zostały zatopione przez amerykańskie lotnictwo i okręty nawodne na północ od Truk, a jedynie „Nowaki” zdołał ujść z maksymalną prędkością, mimo że został obramowany salwami pancerników USS „Iowa” i USS „New Jersey” z odległości ok. 30 km. W toku starcia atakował Amerykanów torpedami, lecz bezskutecznie.
W dniach 12 marca – 1 kwietnia „Nowaki” eskortował konwój z wojskiem Matsu No. 2 z Yokosuki na Saipan i z powrotem. W trakcie tego, 13 marca ratował rozbitków ze storpedowanego krążownika „Tatsuta”, po czym po jego zatopieniu został okrętem flagowym kontradmirała Tamotsu Takamy (dowódcy 11. Dywizjonu Niszczycieli i konwoju). W maju i czerwcu „Nowaki” zajmował się eskortowaniem okrętów, m.in. pancerników „Yamato” i „Musashi”.
W dniach 19-20 czerwca „Nowaki” wziął udział w powietrzno-morskiej bitwie na Morzu Filipińskim, eskortując zespół lotniskowców Sił B kontradmirała Takaji Joshimy. Od lipca do października głównie pełnił zadania eskortowe. 30 lipca wziął udział w transporcie żołnierzy z Yokosuki na Chichi-jima.
W dniach 23-26 października 1944 roku „Nowaki” wziął udział w bitwie o Leyte, eskortując 1. Dywersyjny Zespół Uderzeniowy adm. Kurity. 25 października w starciu koło Samar brał udział w ataku torpedowym na amerykańskie lotniskowce eskortowe i w zatopieniu niszczyciela USS „Johnston”. Pod koniec dnia wyciągnął z wody około 100 rozbitków z tonącego krążownika „Chikuma”, który dobił torpedami. Po północy 26 października, zmierzając z powrotem do cieśniny San Bernardino, „Nowaki” został jednak przechwycony przez amerykański zespół TG 38.5 i uszkodzony kierowanym radarowo ogniem trzech amerykańskich krążowników lekkich kontradmirała F. Whitinga. Unieruchomiony i ogarnięty pożarem okręt został dobity torpedami niszczyciela USS „Owen” (DD-536) i ogniem niszczycieli „Owen” i „Miller” i zatonął około 1.35. Okręt zatonął z całą załogą, w tym rozbitkami z „Chikumy”, 65 mil morskich na południowy wschód od Legazpi, w rejonie pozycji 13°00′N 124°54′E/13,000000 124,900000. 10 stycznia 1945 roku został oficjalnie skreślony z listy floty.
Dowódcy:
| 1. | kmdr por. Magatarō Koga                   | – ? 1940 r. – 10 kwietnia 1943 r.                  |
| 2. | kmdr ppor. Masaomi Araki                  | – 10 kwietnia 1943 r. – 3 lipca 1943 r.            |
| 3. | kmdr por. Takeo Kanda                     | – 3 lipca 1943 r. – 25 grudnia 1943 r.             |
| 4. | kmdr por./kmdr. Setsuji Moriya            | – 25 grudnia 1943 r. – 25 października 1944 r. (†) |
|    | (pośmiertnie awansowany na kontradmirała) |                                                    |

## Dane techniczne
Opis konstrukcji i szczegółowe dane – w artykule niszczyciele typu Kagerō. Poniżej dane ogólne dla niszczycieli tego typu.
- wyporność[1]
  - standardowa: 2033 t
  - pełna: ok. 2600 t
- wymiary[1]:
  - długość całkowita: 118,5 m
  - długość na linii wodnej: 116,2 m
  - szerokość: 10,8 m
  - zanurzenie: 3,8 m
- napęd: 2 turbiny parowe o mocy łącznej 52 000 KM, 3 kotły parowe (ciśnienie pary 30 at), 2 śruby
- prędkość maksymalna: 35 w.
- zasięg: 5000 mil morskich przy prędkości 18 w.
- zapas paliwa: 500 t
- załoga: 240

Uzbrojenie i wyposażenie:
- po wejściu do służby:
  - 6 dział 127 mm w wieżach dwudziałowych (3 x II).
    - Długość lufy – 50 kalibrów, kąt podniesienia 55°

  - 4 działka przeciwlotnicze 25 mm Typ 96 (2 x II)
  - 8 wyrzutni torpedowych 610 mm (2 x IV, 16 torped Typ 93)
  - 2 miotacze bomb głębinowych (16 bomb głębinowych)

- od końca 1943 r.:
  - 4 działa kalibru 127 mm (2 x II)
  - 14 działek przeciwlotniczych 25 mm Typ 96 (4 x III, 1 x II – prawdopodobnie)[1]
  - 8 wyrzutni torpedowych 610 mm (2 x IV)
  - 4 miotacze bomb głębinowych (36 bomb głębinowych)[1]